# MSC Opera
El MSC Opera es un crucero de la clase Lirica construido en 2004 y actualmente operado por MSC Crociere. El barco, sirvió como el buque insignia de la compañía hasta que el MSC Musica entró en servicio en 2006. Puede acomodar a un total de 2055 pasajeros en 856 camarotes, y a una tripulación de aproximadamente 740 personas.
Al igual que el MSC Lirica es un crucero de la clase Mistral, aunque tiene una serie de pequeñas diferencias tanto exteriores como interiores, respecto a sus hermanos MSC Armonia y MSC Sinfonia. La diferencia exterior es el acabado de la parte de popa del barco, la cual es curvada, y la forma que tiene la chimenea; y las diferencias interiores son la distribución de los salones.

## Incidentes
- En mayo de 2010, una semana después de un incidente similar a bordo del MSC Orchestra, los oficiales de UKBA en Dover, encontraron una gran cantidad de cocaína oculta en 4 camarotes de pasajeros. 4 letones y 3 lituanos fueron posteriormente condenados en Canterbury por el Tribunal de la Corona y condenados a un total de 84 años de prisión.
- El sábado 14 de mayo de 2011, el MSC Opera sufrió un fallo en el motor en el Mar Báltico,[2] y fue remolcado hasta el puerto de Nynäshamn[3] al sur de Estocolmo, donde los pasajeros fueron trasladados a transatlánticos más pequeños. Alrededor de 1.700 pasajeros fueron repatriados desde Estocolmo. La nave quedó sin electricidad después del fallo del motor el sábado y los informes de Internet dicen que los baños no funcionaban, causando problemas de saneamiento. A los pasajeros se les dio un vale para cubrir el costo del crucero. El 17 de mayo de 2011, el MSC Opera partió de Nynäshamn rumbo a Gdynia.

- El 2 de junio de 2019, el enorme crucero con 2 mil 500 pasajeros perdió el control y chocó contra un muelle en Venecia dejando cuatro heridos.